# Спишке Бистре
Спишке Бистре (слч. Spišské Bystré) насељено је мјесто са административним статусом сеоске општине (слч. obec) у округу Попрад, у Прешовском крају, Словачка Република.

## Становништво
| Година:    | 1994. | 2004.   | 2014.   | 2024.   |
| ---------- | ----- | ------- | ------- | ------- |
| Број људи: | 2174  | 2391    | 2484    | 2480    |
| Разлика:   |       | +9,98 % | +3,88 % | -0,16 % |

| Година:    | 2023. | 2024.   |
| ---------- | ----- | ------- |
| Број људи: | 2485  | 2480    |
| Разлика:   |       | -0,20 % |

Према подацима о броју становника из 2011. године насеље је имало 2.430 становника.